# Monte Carmo - Monte Settepani
Monte Carmo - Monte Settepani è un sito di interesse comunitario della Regione Liguria, nell'ambito della Direttiva 92/43/CEE (Direttiva Habitat), designato inoltre come Zona Speciale di Conservazione. Comprende un'area di 7575 ettari nel territorio dei comuni di Bardineto, Boissano, Bormida, Calizzano, Castelvecchio di Rocca Barbena, Giustenice, Loano, Magliolo, Osiglia Pietra Ligure, Rialto e Toirano , in provincia di Savona.

## Territorio

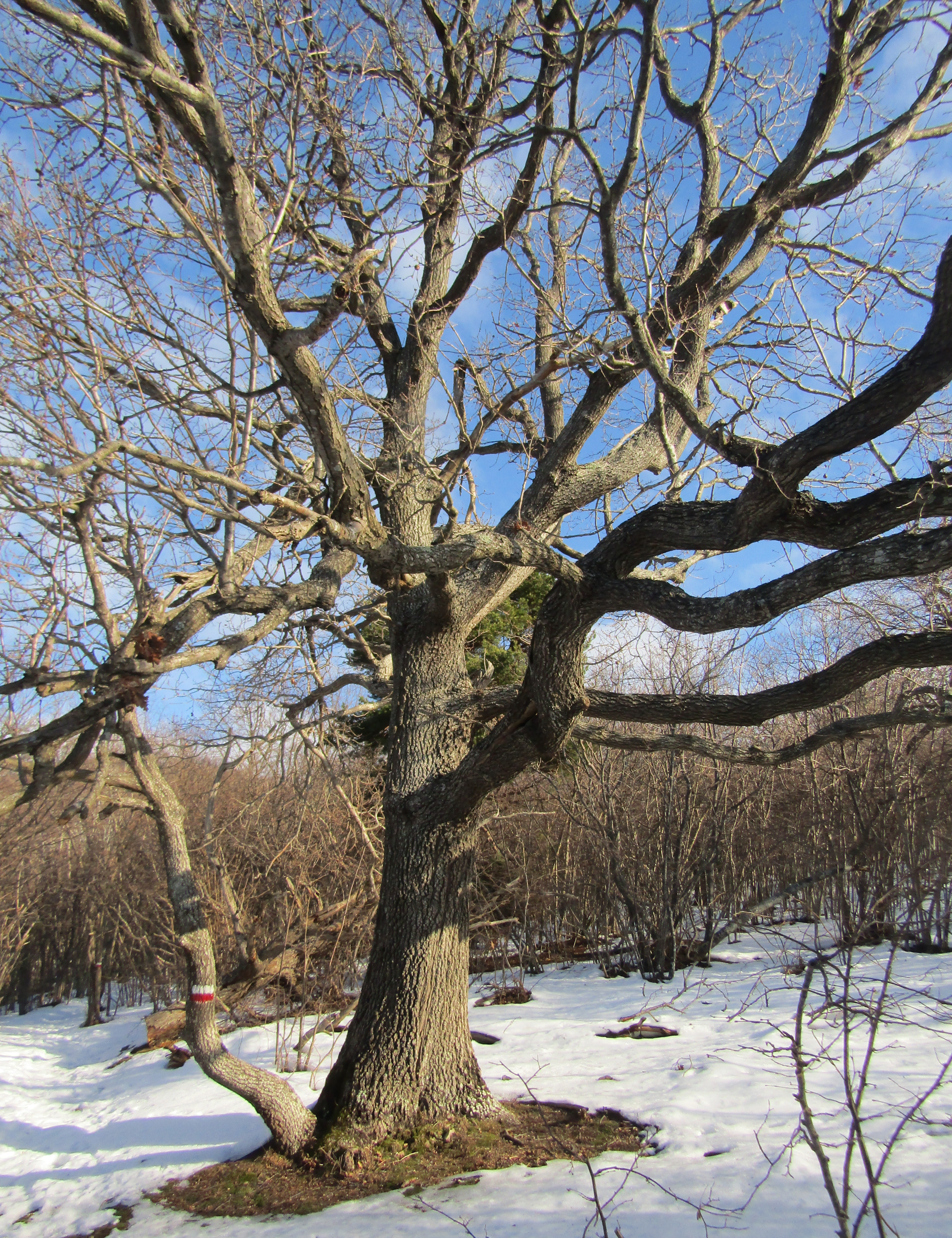
Una grande quercia in inverno

Il SIC prende il nome dalle due cime più alte del suo territorio, il Monte Carmo di Loano e il Monte Settepani. L'area protetta è paesaggisticamente piuttosto varia ed alterna foreste, praterie, affioramenti rocciosi e ripidi versanti montani, e comprende al suo interno la Foresta Regionale della Borbottina. Si tratta di un'area carsica, dove sono presenti varie cavità di interesse speleologico e un articolato reticolo idrografico sotterraneo. Geologicamente è rilevante la presenza, oltre che di rocce calcaree e di dolomie, anche di conglomerati, di filladi e degli scisti gneissici e porfiroidi del Melogno.

## Flora e vegetazione

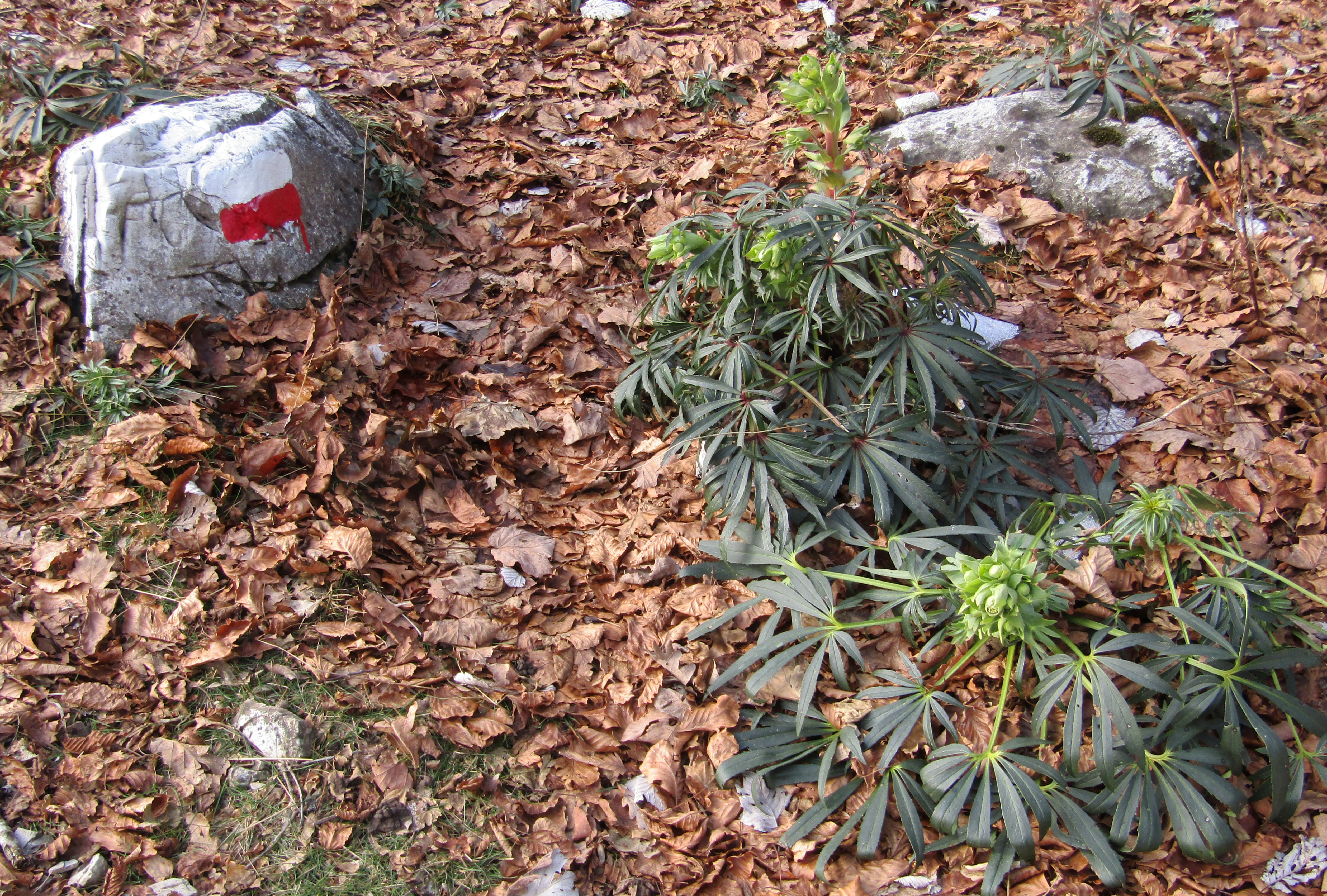
Helleborus foetidus sul crinale ovest del Carmo

Tra le specie più significative da un punto di vista conservazionistico presenti nel SIC si possono citare due endemismi, Campanula sabatia e Gentiana ligustica. Altre specie rare o protette sono Primula marginata, Crocus ligusticus e varie orchidee..

## Fauna

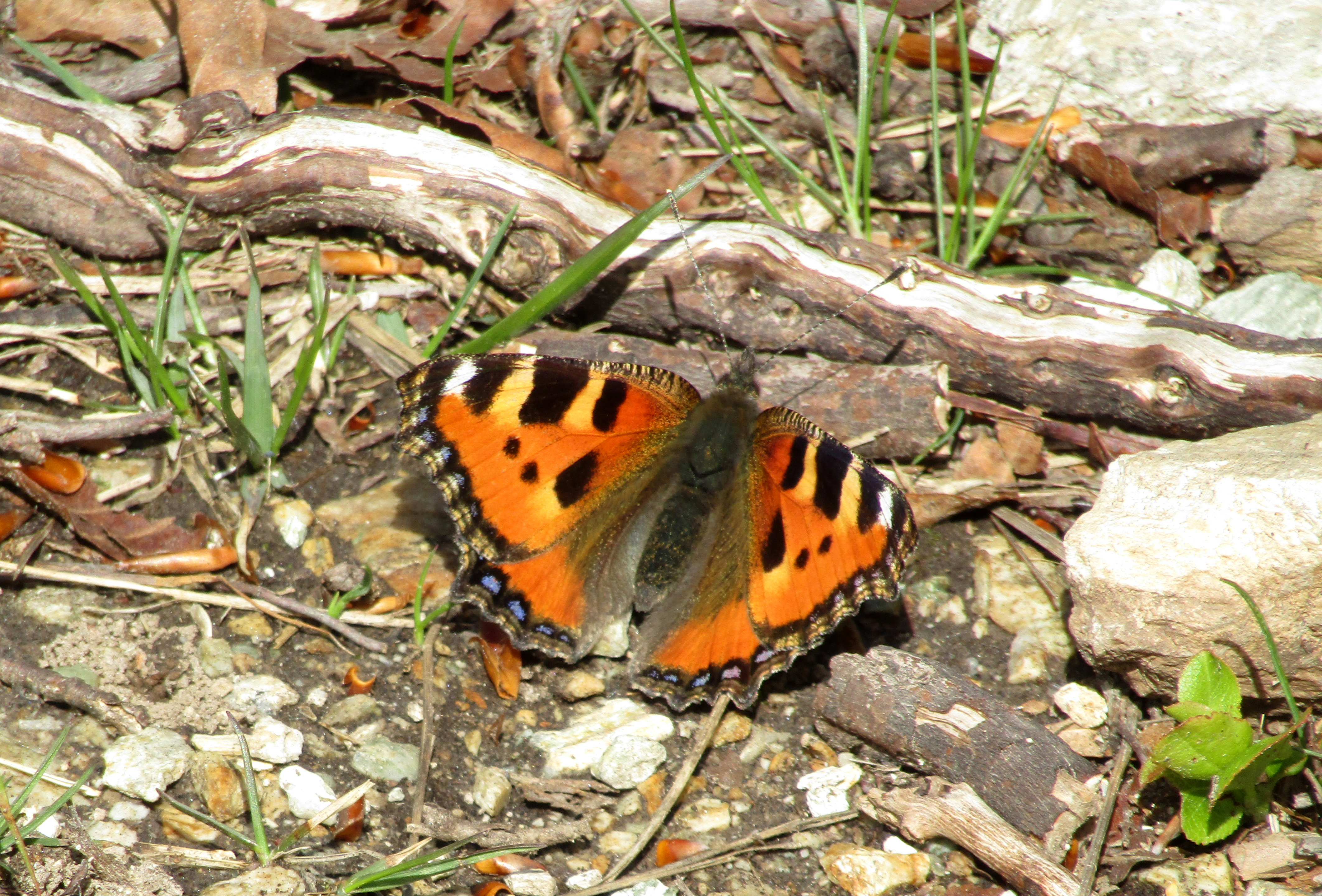
Aglais urticae presso la cima del Monte Settepani

Tra le specie protette dalla Unione europea presenti all'interno dei corpi idrici del SIC il gambero di fiume (Austropotamobius pallipes) e Phoxinus phoxinus (la sanguinerola).Tra i mammiferi oltre ad alcuni chirotteri del gruppo dei rinolofi (Rhinolophus ferrumequinum, Rhinolophus euryale, Rhinolophus hipposideros) è stato segnalato il gatto selvatico Felis silvestris. Molte sono anche le specie di uccelli protette, tra le quali sono stanziali Tetrao tetrix tetrix (il fagiano di monte) Dryocopus martius (il picchio nero) e Alcedo atthis (il martin pescatore). 

## Attività
Nel SIC/ZSC transita l'Alta Via dei Monti Liguri.